# جوكو إيموتو
جوكو إيموتو (باليابانية: 江本 城幸) (9 أبريل 1966 في توياما في اليابان – )؛ هو لاعب كرة قدم سابق كان يلعب كمهاجم.